# لئونتیا
لئونتیا (یونانی: Λεοντία؛ ۱ ژانویهٔ ۰۵۵۵ – ۵ اکتبر ۰۶۱۰) امپراتریس اهل امپراتوری بیزانس و همسر فوکاس بود.